# Gmina Trosa
Gmina Trosa (szw. Trosa kommun) – gmina w Szwecji, położona w regionie administracyjnym (län) Södermanland. Siedzibą władz gminy (centralort) jest Trosa.

## Geografia

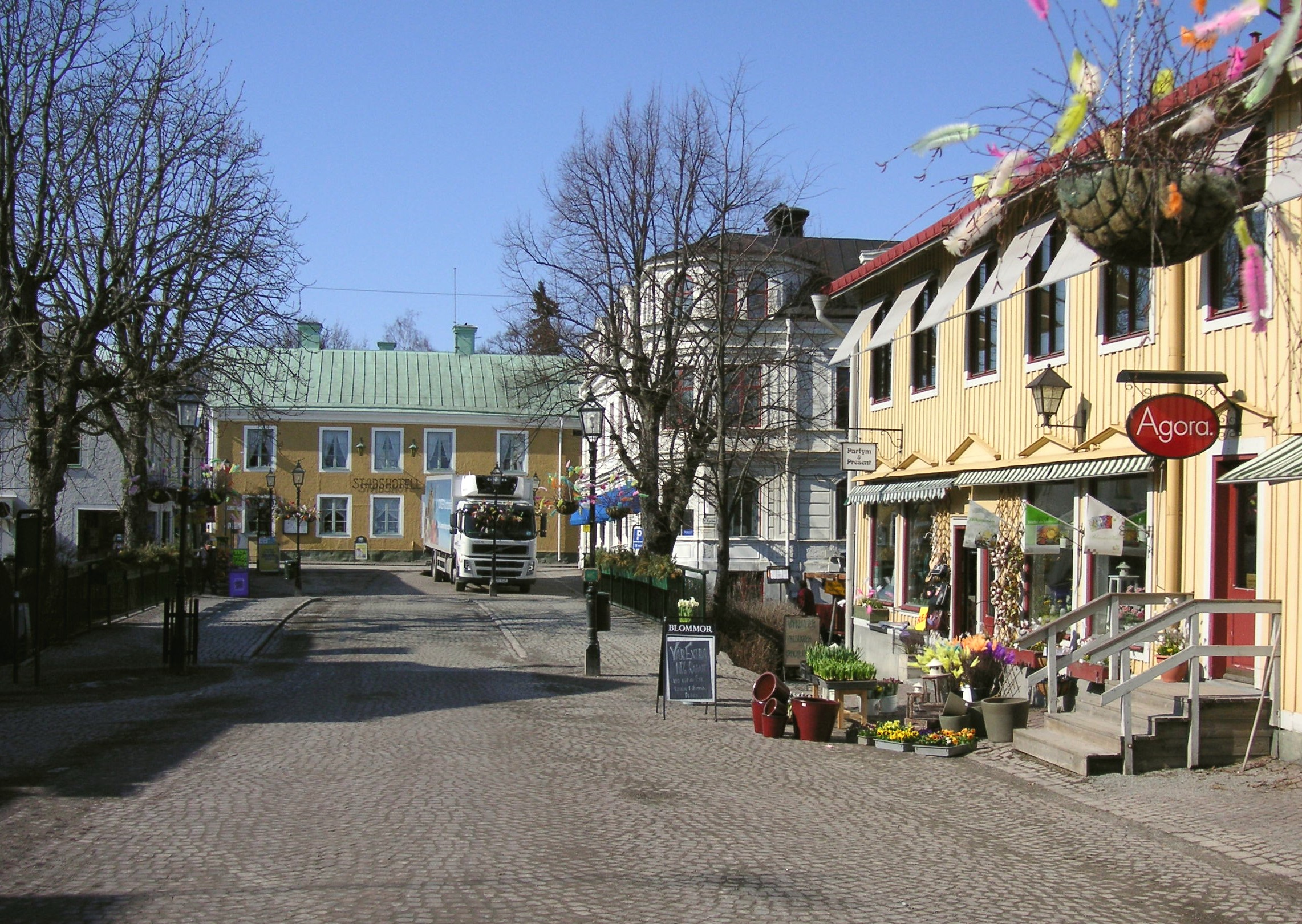
Trosa

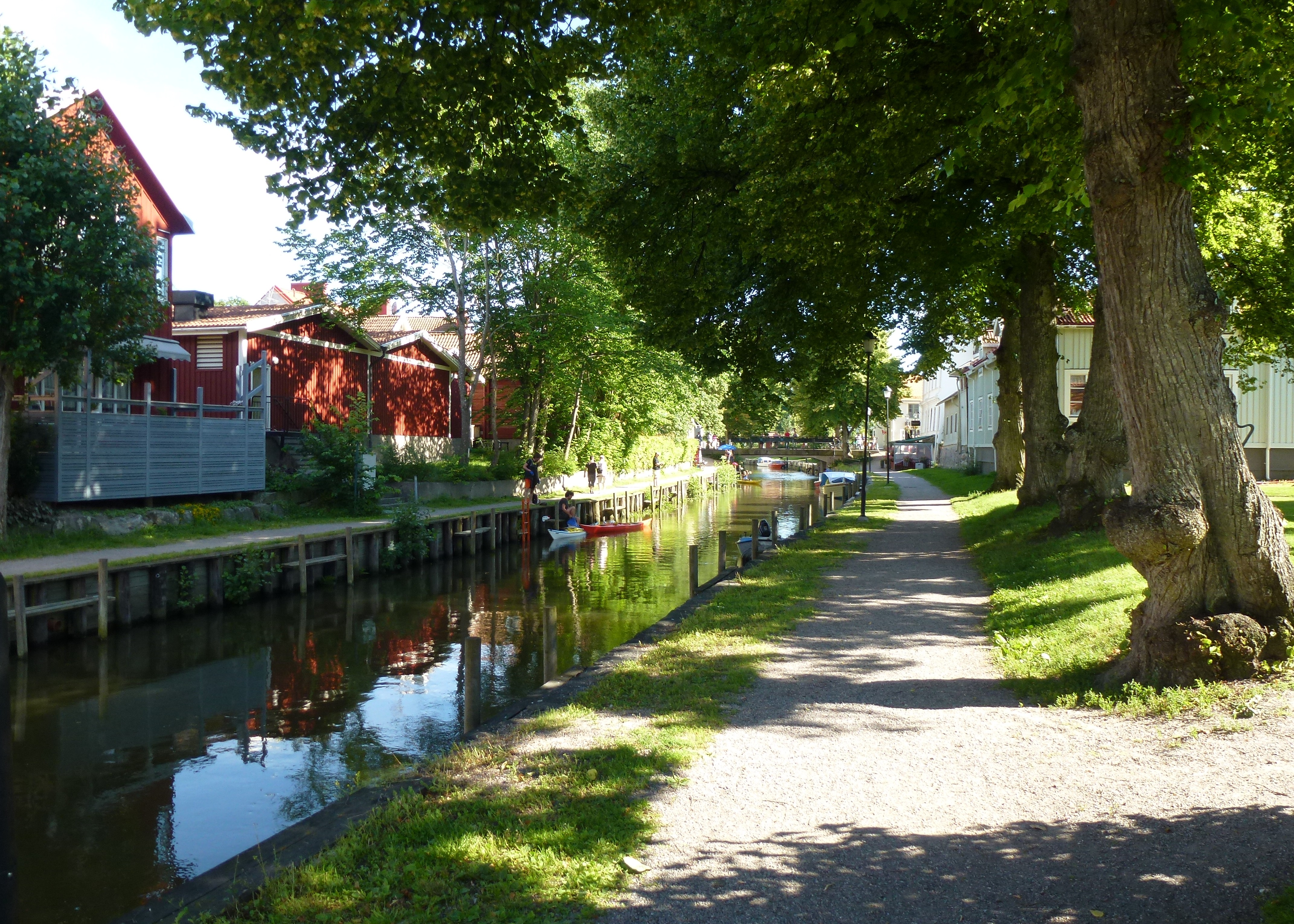
Rzeka Trosaån w Trosa

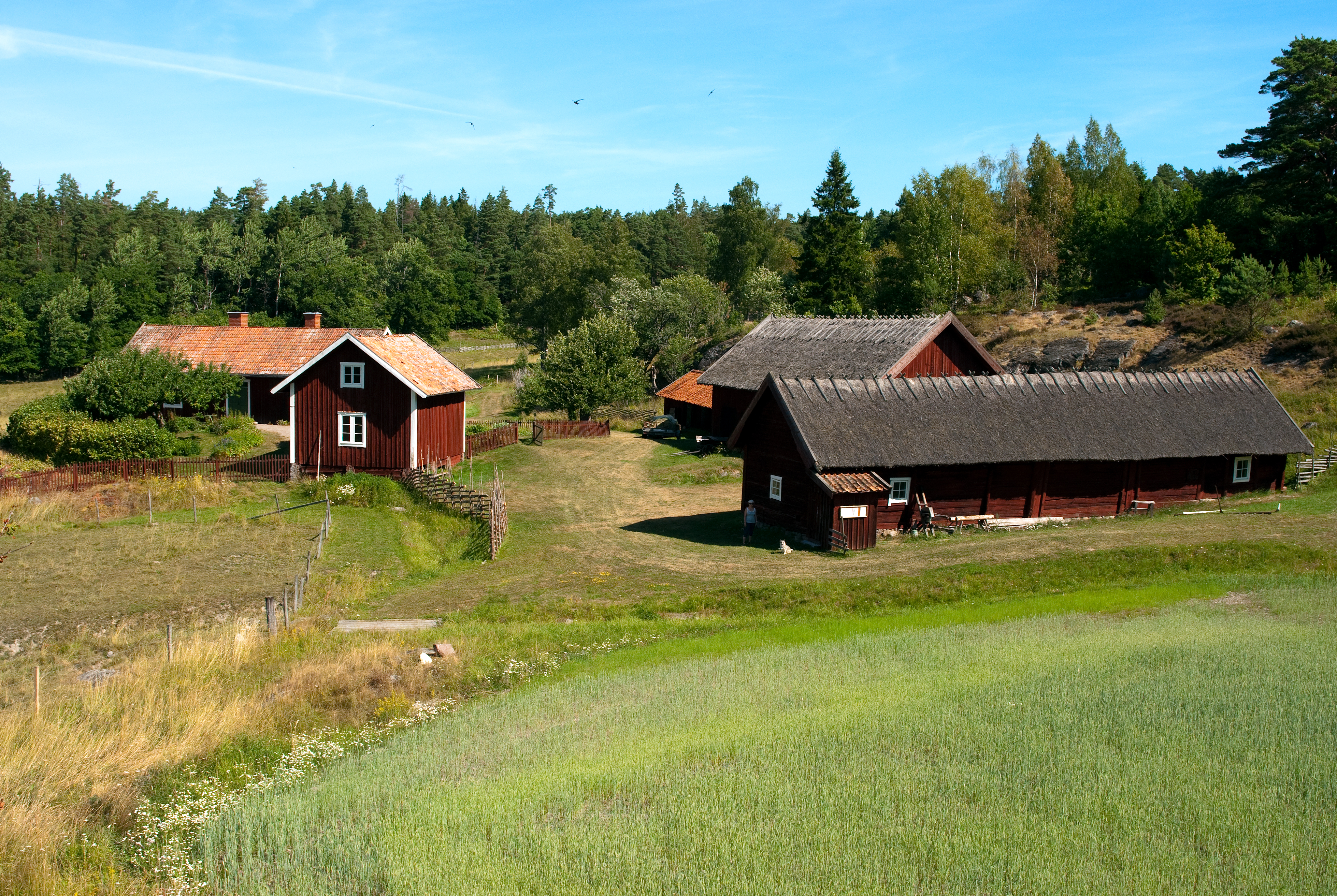
Muzeum Långmaren

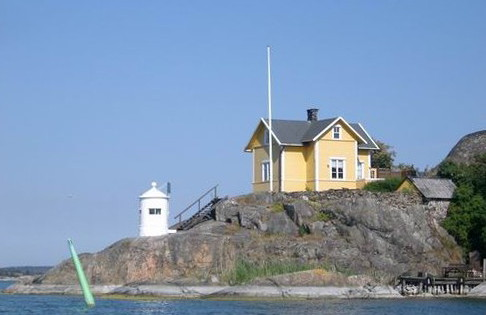
Latarnia morska Julaftons fyr na wyspie Bokö-Oxnö

Gmina Trosa położona jest we wschodniej części prowincji historycznej (landskap) Södermanland, na wybrzeżu Morza Bałtyckiego i graniczy na lądzie z gminami (w kolejności od kierunku północnego):
- Södertälje
- Nyköping
- Gnesta

### Powierzchnia
Gmina Trosa jest 247. pod względem powierzchni z 290 gmin Szwecji. Według danych pochodzących z 2013 r. całkowita powierzchnia gminy (bez obszaru morskiego) wynosi łącznie 217,5 km², z czego:
- 209,73 km² stanowi ląd
- 7,77 km² wody śródlądowe.

Do gminy Trosa zalicza się także 447,26 km² obszaru morskiego.

## Demografia
31 grudnia 2013 r. gmina Trosa liczyła 11 680 mieszkańców (188. pod względem zaludnienia z 290 gmin Szwecji), gęstość zaludnienia wynosiła 55,69 mieszkańców na km² lądu (88. pod względem gęstości zaludnienia z 290 gmin Szwecji).
Struktura demograficzna (31 grudnia 2013):
| Opis                              | Ogółem     | Ogółem     | Kobiety    | Kobiety    | Mężczyźni  | Mężczyźni  |
| --------------------------------- | ---------- | ---------- | ---------- | ---------- | ---------- | ---------- |
| jednostka                         | osób       | %          | osób       | %          | osób       | %          |
| populacja                         | 11 680     | 100        | 5856       | 50,14      | 5824       | 49,86      |
| powierzchnia                      | 217,50 km² | 217,50 km² | 217,50 km² | 217,50 km² | 217,50 km² | 217,50 km² |
| gęstość zaludnienia (mieszk./km²) | 55,69      | 55,69      |            |            |            |            |

## Miejscowości
Miejscowości (tätort, -er) gminy Trosa (2010):
| Lp. | Miejscowość         | Liczba ludności |
| --- | ------------------- | --------------- |
| 1   | Trosa               | 5 027           |
| 2   | Vagnhärad           | 3 324           |
| 3   | Västerljung         | 398             |
| 4   | Stensund och Krymla | 346             |
| 5   | Sund                | 329             |

## Wybory
Wyniki wyborów do rady gminy Trosa (kommunfullmäktige) 2014 r.:
|  | Partia                                            | Liczba głosów | Zmiana liczby głosów | Procent głosów | Zmiana % | Uzyskane mandaty | Zmiana liczby mandatów |
|  | ------------------------------------------------- | ------------- | -------------------- | -------------- | -------- | ---------------- | ---------------------- |
|  | Moderaterna                                       | 3279          | –164                 | 40,82          | –5,20    | 14               | –3                     |
|  | Centerpartiet                                     | 440           | +161                 | 5,48           | +1,75    | 2                | +1                     |
|  | Folkpartiet                                       | 365           | –174                 | 4,54           | –2,66    | 2                | –1                     |
|  | Chrześcijańscy Demokraci                          | 257           | –11                  | 3,20           | –0,38    | 1                | ±0                     |
|  | Socialdemokraterna                                | 2078          | +198                 | 25,87          | +0,74    | 9                | ±0                     |
|  | Vänsterpartiet                                    | 320           | +281                 | 3,98           | +3,46    | 1                | +1                     |
|  | Miljöpartiet                                      | 637           | +171                 | 7,93           | +1,70    | 3                | +1                     |
|  | Sverigedemokraterna                               | 620           | +313                 | 7,72           | +3,61    | 3                | +2                     |
|  | Feministiskt initiativ                            | 19            | +19                  | 0,24           |          | 0                | –                      |
|  | Trosa Radikaler (Vagnhärad – Västerljung – Trosa) |               | –241                 |                | –3,22    | –                | –1                     |
|  | Pozostałe partie                                  | 18            | –2                   | 0,22           | –0,04    | 0                | –                      |
|  | Razem (frekwencja 87,28%)                         | 8033          |                      | 100,0          |          | 35               | ±0                     |
|  | Źródło: Valmyndigheten (szw.)                     |               |                      |                |          |                  |                        |